# Kersana (plaats)
Kersana is een bestuurslaag in het regentschap Brebes van de provincie Midden-Java, Indonesië. Kersana telt 4248 inwoners (volkstelling 2010).